# Eulycia grisea
Eulycia grisea är en fjärilsart som beskrevs av W. Warren 1897. Eulycia grisea ingår i släktet Eulycia och familjen mätare. Inga underarter finns listade i Catalogue of Life.